# Erősen kotóciens számok
A matematika, azon belül a számelmélet területén egy erősen kotóciens szám (highly cototient number) olyan k>1 egész szám, amire több megoldása van a következő egyenletnek:
x − φ(x) = k,
mint bármely 1<n<k egész szám esetében, tehát ami több számnak kotóciense, mint bármely nála kisebb 1-nél nagyobb egész. Az egyenletben φ az Euler-függvényt jelöli. Mivel a k = 1 esetben az egyenletnek végtelen sok megoldása van, ezért ezt az értéket kihagyták a definícióból. Az első néhány erősen kotóciens szám:
2, 4, 8, 23, 35, 47, 59, 63, 83, 89, 113, 119, 167, 209, 269, 299, 329, 389, 419, 509, 629, 659, 779, 839, 1049, 1169, 1259, 1469, 1649, 1679, 1889, 2099 ... (A100827 sorozat az OEIS-ben)
A fenti számok között jóval több a páratlan, mint a páros. Valójában minden 8-nál nagyobb erősen kotóciens szám páratlan és 167 után az összes 29-et ad maradékul 30-cal való osztásnál (kongruens 29 mod 30); ez annak a következménye, hogy 8 fölött mindegyik kongruens −1-gyel modulo valamely primoriális.
A koncepció emlékeztet az erősen összetett számokéra. Végtelen sok erősen kotóciens szám létezik, bár megtalálni egyre nehezebb őket, hiszen az Euler-függvény értékének kiszámításához szükséges prímfelbontásokat kell végezni, ami a számok növekedésével nagyon nehézzé válik.

## Példa
Az x kotóciense definíció szerint x – φ(x), tehát az x-nél nem nagyobb, vele legalább egy közös prímtényezővel rendelkező számok száma. Például a 6 kotóciense 4, mivel a következő 4 pozitív egésznek van legalább egy közös prímtényezője 6-tal: 2, 3, 4, 6. A 8 kotóciense szintén 4, itt az egészek: 2, 4, 6, 8. Pontosan ennek a két számnak, a 6-nak és a 8-nak 4 a kotóciense. Kevesebb számnak 2 vagy 3 a kotóciense (mindkét esetben 1), ezért a 4 erősen kotóciens szám.
(A063740 sorozat az OEIS-ben)
| k (minden erősen kotóciens k félkövérrel szedve) | 0 | 1 | 2 | 3 | 4 | 5 | 6 | 7 | 8 | 9 | 10 | 11 | 12 | 13 | 14 | 15 | 16 | 17 | 18 | 19 | 20 | 21 | 22 | 23 | 24 | 25 | 26 | 27 | 28 | 29 | 30 |
| A x – φ(x) = k megoldásainak száma               | 1 | ∞ | 1 | 1 | 2 | 1 | 1 | 2 | 3 | 2 | 0  | 2  | 3  | 2  | 1  | 2  | 3  | 3  | 1  | 3  | 1  | 3  | 1  | 4  | 4  | 3  | 0  | 4  | 1  | 4  | 3  |

## Prímek
Az első néhány erősen kotóciens szám, ami egyben prímszám is:
2, 23, 47, 59, 83, 89, 113, 167, 269, 389, 419, 509, 659, 839, 1049, 1259, 1889, 2099, 2309, 2729, 3359, 3989, 4289, 4409, 5879, 6089, 6719, 9029, 9239, ... (A105440 sorozat az OEIS-ben)